# Виндорф (Кённерн)
Виндорф (нем. Wiendorf) — деревня в Германии, в земле Саксония-Анхальт, входит в район Зальцланд в составе городского округа Кённерн.
Население составляет 321 человек (на 31 декабря 2008 года). Занимает площадь 3,65 км².

## История
Первое упоминание о поселении относится к 1209 году.
До 2010 года образовывала собственную коммуну, куда также входили деревни Ильберсдорф (нем. Ilbersdorf) и Пфицдорф (нем. Pfitzdorf).
1 января 2010 года, после проведённых реформ, Виндорф вошёл в состав городского округа Кённерн в качестве района. В этот район также вошли Ильберсдорф и Пфицдорф.

## Галерея

Виндорф на карте городского округа